# تيتان (حاسوب)

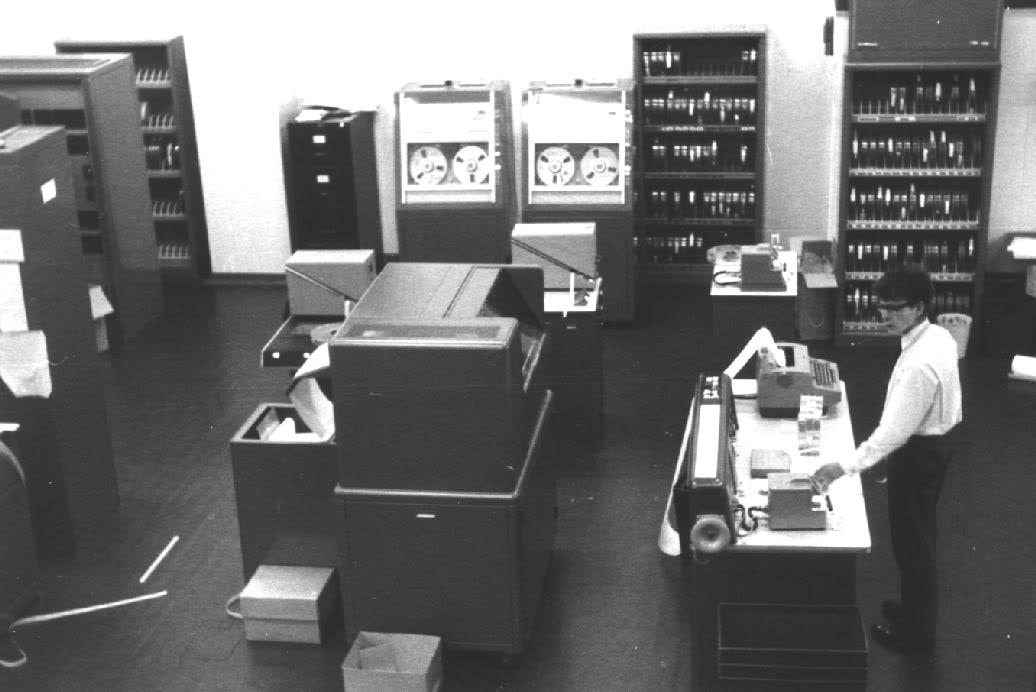
حاسوب تيتان في عام 1965

تيتان (بالإنجليزية: Titan)‏ هو نموذج أولي من حاسوب أطلس 2 Atlas 2 تم تطويره من قبل Ferranti and the University of Cambridge Mathematical Laboratory في كامبريدج، إنجلترا. بدء تصميمه في عام 1963 وضع في العمل من عام 1964 إلى 1973.